# Erebostrota
Erebostrota är ett släkte av fjärilar. Erebostrota ingår i familjen nattflyn.
Kladogram enligt Catalogue of Life:
| Erebostrota | \| \| Erebostrota albipicta \| \| \| \| \| \| Erebostrota albocincta \| \| \| \| \| \| Erebostrota amans \| \| \| \| \| \| Erebostrota anyte \| \| \| \| \| \| Erebostrota calais \| \| \| \| \| \| Erebostrota ochra \| \| \| \| \| \| Erebostrota palpalis \| \| \| \| \| \| Erebostrota stenelea \| \| \| \| |
|             | \| \| Erebostrota albipicta \| \| \| \| \| \| Erebostrota albocincta \| \| \| \| \| \| Erebostrota amans \| \| \| \| \| \| Erebostrota anyte \| \| \| \| \| \| Erebostrota calais \| \| \| \| \| \| Erebostrota ochra \| \| \| \| \| \| Erebostrota palpalis \| \| \| \| \| \| Erebostrota stenelea \| \| \| \| |
|             | Erebostrota albipicta |
|             | |
|             | Erebostrota albocincta |
|             | |
|             | Erebostrota amans |
|             | |
|             | Erebostrota anyte |
|             | |
|             | Erebostrota calais |
|             | |
|             | Erebostrota ochra |
|             | |
|             | Erebostrota palpalis |
|             | |
|             | Erebostrota stenelea |
|             | |

## Bildgalleri

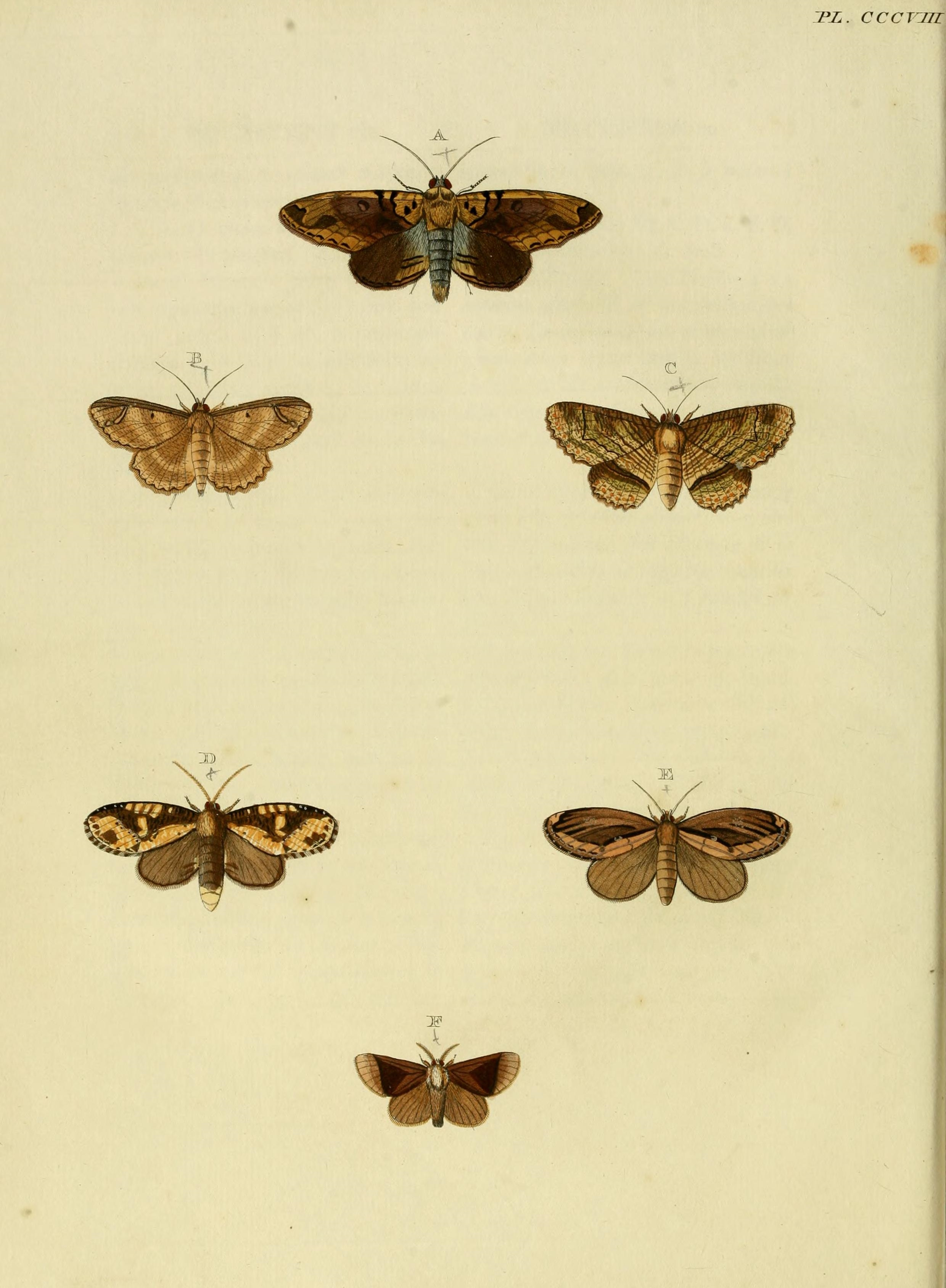